# シキリパット
シキリパット（xiquirpat）は、マヤ神話「ポポル・ヴフ 」に登場する地下の国シバルバーの主。その名は「空飛ぶ手押車」の意。シバルバーの王フン・カメーとヴクブ・カメーに仕える。クチュマキックとともに人間の血を流す役目を与えられた。